# 217. pr. Kr.
◄ | 4. stoljeće pr. Kr. | 3. stoljeće pr. Kr. | 2. stoljeće pr. Kr. | ►
◄ | 240-ih pr. Kr. | 230-ih pr. Kr. | 220-ih pr. Kr. | 210-ih pr. Kr. | 200-ih pr. Kr. | 190-ih pr. Kr. | 180-ih pr. Kr. | ►
◄◄ | ◄ | 220. pr. Kr. | 219. pr. Kr. | 218. pr. Kr. | 217 pr. Kr. | 216. pr. Kr. | 215. pr. Kr. | 214. pr. Kr. | ► | ►►
Astronomija

## Događaji
- 2. kolovoza – Bitka kod Trazimenskog jezera: Kod Kane u Apulieniji Hanibal je nanio najveći poraz rimskoj vojsci u povijesti. Unatoč brojčanoj premoći, Rimljani koji su imali čak 80.000 vojnika izgubili su bitku u kojoj su ih Kartažani uništili: ubili su više od 50.000 rimskih vojnika.

## Smrti
- Pines,  bio sin Ilirskog kralja Agrona i njegove prve žene Triteute (* 230. pr. Kr.)

## Vanjske poveznice
|  | Zajednički poslužitelj ima još gradiva o temi 217. pr. Kr. |